# Tàrlik
Tàrlik (en rus: Тарлык) és un poble de l'óblast de Saràtov, a Rússia, segons el cens del 2019 tenia 51 habitants. Pertany al districte municipal d'Engels.